# Карл II (герцог Орлеанский)
Карл II Орлеанский (фр. Charles II d'Orléans; 22 января 1522, Сен-Жермен-ан-Ле — 9 сентября 1545, Форе-Монтье) — французский принц крови, герцог Ангулемский (1531—1545), Орлеанский (1536—1545) и Бурбонский (1544—1545).

## Биография
Младший сын короля Франциска I и Клод Французской, дочери Людовика XII. После смерти бабки Луизы Савойской в 1531 году получил титул герцога Ангулемского. В 1536 году умер старший брат Карла Франциск, дофином стал второй сын Франциска I Генрих, а к Карлу перешёл титул герцога Орлеанского. Переболел оспой, из-за чего ослеп на один глаз. Несмотря на это считался самым красивым из сыновей Франциска I. Имел весёлый, общительный и обходительный характер, любил шутки и розыгрыши. При этом поэт Клеман Маро видел в нём поверхностного и женоподобного юношу.

### Итальянская война
В 1542 году с началом очередной Итальянской войны король поручил Карлу Орлеанскому командование северным фронтом. Совместно с опытным полководцем Клодом де Гиз Карл последовательно взял Ивуа, Арлон и Люксембург. В это же время на южном фронте дофин Генрих осадил Перпиньян. Не желая, чтобы вся слава завоевания Руссильона досталась старшему брату, Карл Орлеанский под предлогом перевода артиллерии отправился на юг. Воспользовавшись его отсутствием, императорские войска вновь заняли Люксембург. Осада Перпиньяна также оказалась неудачной. Действия Карла вызвали гнев короля, а дофин и вовсе был лишён военного командования. Король был крайне раздосадован враждой между сыновьями.

### Брачные планы
Война завершилась в 1544 году подписанием договора в Крепи. Для укрепления хрупкого мира Франциск I рассматривал варианты женитьбы сына на представительнице династии Габсбургов. Подходящими кандидатурами были дочь императора Карла V Мария и дочь эрцгерцога Фердинанда Анна. Вероятность брака младшего брата с представительницей могущественных Габсбургов вызывала опасения у дофина Генриха, которой сам был женат на имевшей весьма скромное происхождение Екатерине Медичи. Генрих видел в этом браке угрозу единству королевства. Тем не менее была достигнута договорённость о помолвке Карла Орлеанского и Анны Австрийской.

### Смерть
В сентябре 1545 года герцог Карл принимал участие в боевых действиях против англичан под Булонью. В регионе свирепствовала чума. Тем не менее Карл не соблюдал мер предосторожности, поселился в доме, в котором уже умерло восемь человек, и в итоге заразился. Умирающего сына посетил король Франциск. «Мой господин, я умираю, но я увидел ваше величество, и умираю счастливым», — произнёс принц. 9 сентября Карл Орлеанский скоропостижно скончался. Король тяжело перенёс эту утрату, его здоровье было подорвано, и вскоре он умер. В мае 1547 года по повелению Генриха II тела Франциска и Карла были погребены в аббатстве Сен-Дени.